# Црква Светог пророка Илије у Власином Риду
Црква Светог пророка Илије у Власином Риду, насељеном месту на територији општине Сурдулица, православни је храм који припада Епархији врањској Српске православне цркве.
Црква посвећена Светом пророку Илији саграђена је 1883. године. Смештена је на узвишењу са западне стране Власинског језера. Са заравни на којој је црква подигнута пружа се широк поглед са висине на језеро. У цркви је очуван живопис у олтарској апсиди, где стоји натпис: Изгради се ова црква у време Благоверног Великог господара нашег краља Милана Обреновића Српског у име Светог пророка Илије 1883. месеца јуна, дана 18... .
Иконостас са 37 икона израдио је иконописац Ђорђе Зографски. Звоник је новијег датума, на високо озиданом квадратном постољу, а звоно је из 1937. године.
Благословом Епископа врањског Пахомија, у периоду од 1996. до 2002. године, извршена је комплетна обнова цркве, изградњом нове куполе и доградњом припрате. Дародавац обнове био је Славко Божиловић из Београда.